# Cymodoceaceae
Cymodoceaceae је фамилија монокотиледоних скривеносеменица, сродна фамилијама Ruppiaceae и Posidoniaceae, која постоји у релативно малом броју класификационих схема. У APG II систему класификације скривеносеменица ова фамилија је део реда Alismatales. Обухвата 5 родова са 16 врста морских биљака.

## Списак родова[2]
-{Amphibolis C.Agardh
Cymodocea K.Koenig
Halodule Endl.
Syringodium Kutz.
Thalassodendron Hartog}-